# Hans Luder (Hüttenmeister)

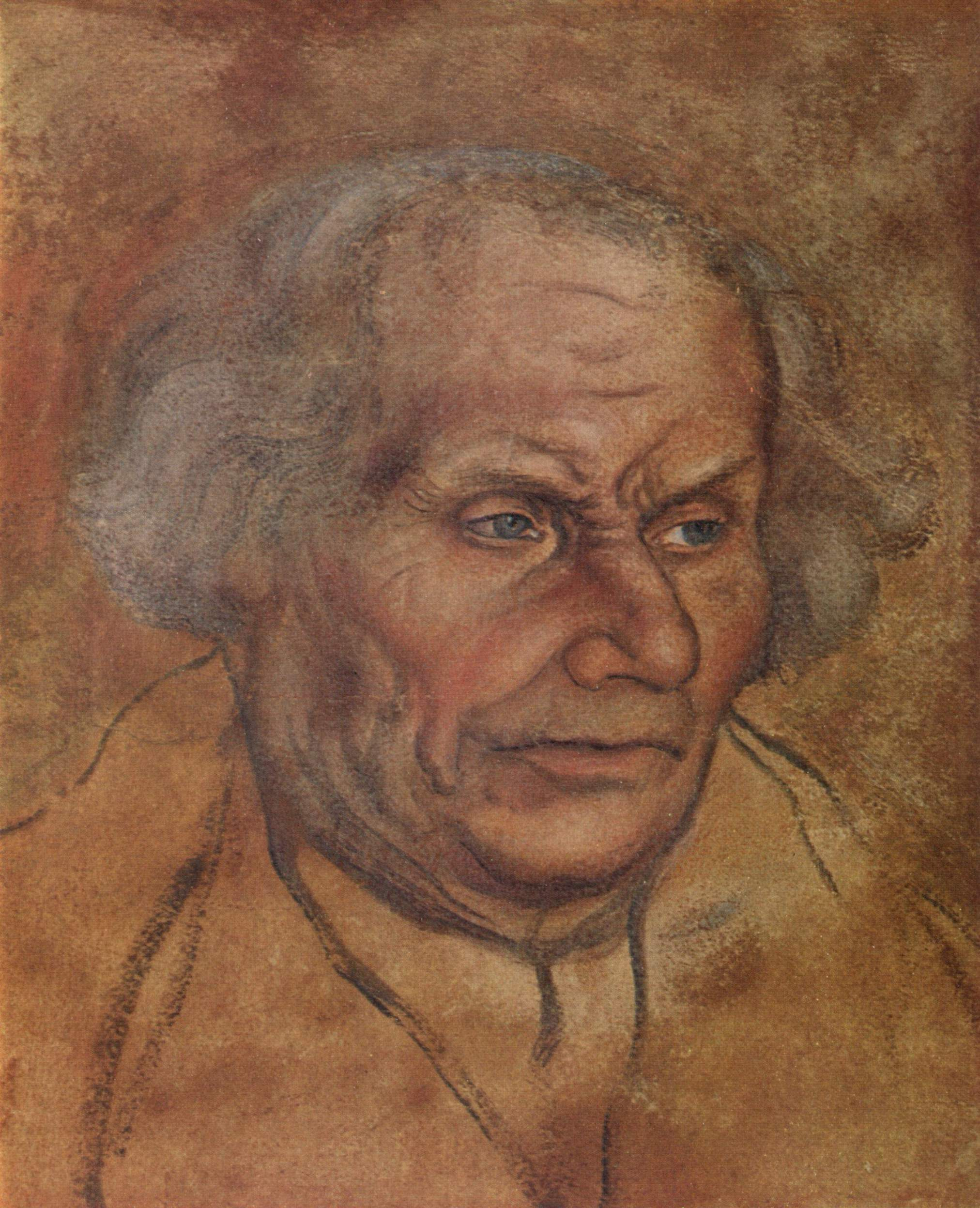
Porträt von Hans Luder, Deckfarbe, Lucas Cranach d. Ä. 1527 (Graphische Sammlung der Albertina)

Hans Luder, auch (Groß-)Hans Luther (* 1459 in Möhra; † 29. Mai 1530 in Mansfeld) war ein deutscher Unternehmer. Er war Hüttenmeister in der Grafschaft Mansfeld, Bergmann, Grubenbesitzer und späterer Ratsherr sowie Vater des Reformators Martin Luther, der die Namensform mit „th“ erst um 1517 annahm.
Die Familie führte ihren Nachnamen in unterschiedlichen Varianten: Lüder, Luder, Loder, Ludher, Lotter, Lutter oder Lauther. Damit bezog sie sich auf den seit etwa 1302 in Möhra ansässigen Ritter Wigand von Lüder, der aus dem Adelsgeschlecht von Lüder aus Großenlüder stammte. Auch dieser Ort wurde abwechselnd Luodera, Lutra, Luttura und Lutar geschrieben. Der Familienname Luder kann aber auch auf eine Form des Vornamens Lothar zurückgeführt werden.

## Leben
Die Lebensverhältnisse der Familie Luder sind vor allem als Hintergrund für die Jugend des ältesten Sohns, Martin Luther, interessant. War die Forschung lange Zeit von Luthers autobiographischen Äußerungen bestimmt, der Vater sei ein armer Bauer, Bergmann, Häuer gewesen, so ergibt sich heute ein differenziertes Bild. Zum allgemeinen politisch-ökonomischen Hintergrund der Familie Luder sind folgende Fakten bedeutsam: Seit dem Jahre 1460 stritten die Kurfürsten von Sachsen, etwa Kurfürst Ernst von Sachsen, und die Mansfelder Grafen um die Berghoheit, die Abbaurechte im Mansfeldischen. Um 1511 gründete Graf Albrecht VII. von Mansfeld-Hinterort (1480–1560), einer der Söhne des Grafen Ernst I. von Mansfeld-Hinterort (1475–1485/1586), die Eislebener Neustadt als Bergarbeitersiedlung, sie wurde im Auftrag des Grafen von Albrecht mit einer Kirche und einem Kloster ausgestattet.

### Elternhaus und Geschwister
Hans Luder entstammte der bäuerlichen Oberschicht in Möhra. Seine Eltern waren Heine Luder (um 1430 – um 1510) und Margarete, geborene Ziegeler (um 1434 – 1521). Durch diese Ehe hatten sich zwei der wohlhabendsten Bauernfamilien des Orts verbunden. Sie hatten mindestens drei Söhne, wobei die Angaben zu den Geburtsjahren differieren:
1. (Groß-)Hans
2. Veit (* um 1460)
3. (Klein-)Heinz Luder (1459–1530).[9]

Die Familie Luder war in Möhra Jahrzehnte auf einem Erbbauernhof ansässig. (Klein-)Heinz hatte als jüngster Sohn die Anwartschaft auf den elterlichen Hof. Für das Jahr 1531 lassen sich die Einwohner des Orts anhand ihres Steueraufkommens wie folgt einordnen: 11 % gut situierte Bauern, 18 % mittlere Bauern, 71 % Kleinbauern. (Klein-)Heinz Luder wurde mit einem Steueranschlag von 203 Schock Groschen veranschlagt. Er gehörte damit zu den sieben reichsten Bauern in Möhra. Der Familienverband der Luders in Möhra insgesamt stand in der dörflichen Hierarchie an dritter Stelle hinter den Barchfeldt und Ziegeler (der Familie von Hans Luders Mutter).
(Groß-)Hans Luder war nach den Gesetzen der Region, obgleich der älteste Sohn der Luders, nicht erbberechtigt. Es war aber nicht so, wie von der älteren Forschung angenommen, dass er aus Möhra weggezogen wäre, um nicht als Knecht seines Bruders zu arbeiten. Die Luders in Möhra betrieben nach archivalischen Quellen einen Kupferhammer bei Ettenhausen, und montanarchäologisch ist der Abbau von Kupferschiefererzen im Raum Gumpelstadt nachgewiesen. Vor diesem Hintergrund wird verständlich, warum sich Hans Luder der Montanindustrie zuwandte und in Kupfersuhl wohl regelrecht zum Bergmann ausgebildet wurde. So sammelte er seine ersten Arbeitserfahrungen im örtlichen Bergbau. Demnach arbeitete er als Bergmann wahrscheinlich zunächst in Kupfersuhl in der Nähe von Möhra.

### Heirat mit Margarethe Lindemann (um 1479)
Nun hatte das im Raum Möhra produzierte Kupfer eine minderwertige Qualität und war seit den 1460er-Jahren kaum noch konkurrenzfähig. Professionelle Bergleute wie Hans Luder waren hingegen gesucht. Der Wechsel in ein anderes Revier war die naheliegende Konsequenz, wie überhaupt die berufliche Mobilität kennzeichnend für Berg- und Hüttenleute war. Wie Sohn Martin sich erinnerte, zog sein Vater zunächst nach Eisenach, wo im Zeitraum 1466–1482 bergbauliche Aktivitäten in den Quellen nachweisbar sind, die über Prospektionen allerdings nicht hinauskamen.
Hans Luder heiratete um 1479 die gleichaltrige Margarethe Lindemann (* 1459 wohl in Eisenach; † 30. Juni 1531 in Eisleben). Margarethe, in der Familie auch Hanna genannt, entstammte dem in Eisenach ansässigen Bürgergeschlecht der Lindemann. Die Lindemanns stammten aus dem gehobenen Handwerker- oder Kaufmannsstand; Margarethes Brüder hatten ein Jurastudium abgeschlossen, eine Voraussetzung für weiteren sozialen Aufstieg. Ein anderer Zweig der Familie Lindemann war im Bergwerks- und Hüttenwesen engagiert: Der Onkel von Margarethe, Antonius Lindemann, war zu jener Zeit der oberste Bergverwalter (Berggraf) in der Grafschaft Mansfeld. Beide Komponenten erklären die Eheschließung des aus der dörflichen Oberschicht stammenden Hans Luder mit einer Frau aus städtischem Bürgertum.
Die Eisenacher Verwandtschaft mütterlicherseits war für den jungen Martin Luther wichtig, so äußerte er sich in einem Brief aus dem Jahr 1520: „In Eisenach wohnt nahezu meine ganze Familie, die können für mich zeugen …“

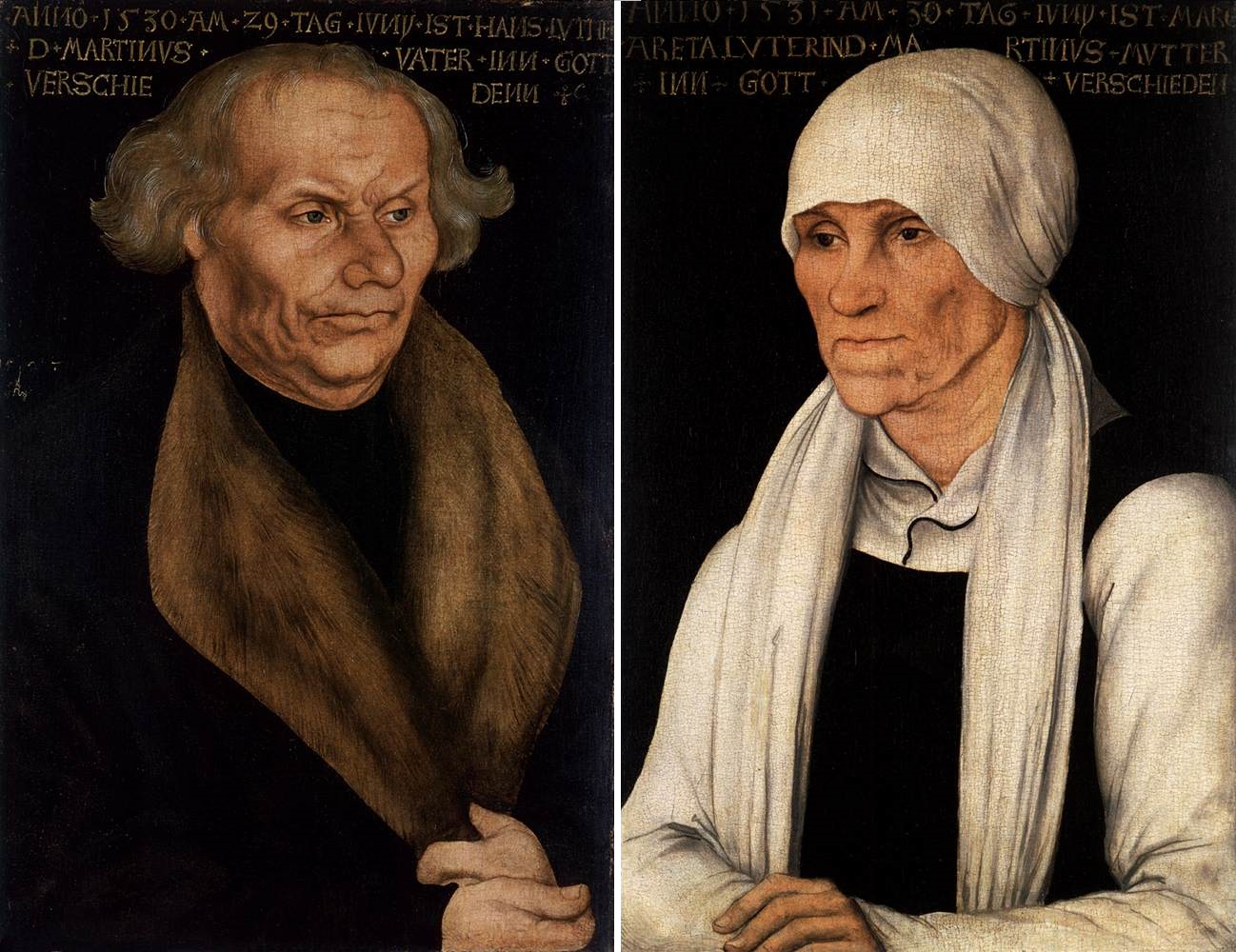
Bildnis des Hans und der Margaretha Luther, geb. Lindemann, 1527

### Umzug nach Eisleben (1483)
Im Sommer 1483 entschied sich Hans Luder, mit seiner Ehefrau Margarethe in die Grafschaft Mansfeld umzuziehen. Er kam nicht als einfacher Bergarbeiter („Dinghauer“) in die Mansfelder Grafschaft, vielmehr hatte er bereits an seinen früheren Wohnorten Erfahrungen in der Gewinnung sowie Verhüttung von Kupferschiefer gesammelt und besaß ferner genügend Eigenkapital, um die jährlichen Pachtsummen für ein „Feuer“, also für die Unterhaltung einer Hütte, bezahlen zu können. Im Gegensatz zur älteren Forschung ist nicht anzunehmen, dass er diese Summe von einem Hauerlohn zusammensparte (dieser reichte nur für die Grundlebenshaltung einer Familie); dass er „aufgrund seines familiären und verwandtschaftlichen Hintergrundes bereits über das notwendige Betriebs- bzw. Startkapital verfügte“, ist zwingend vorauszusetzen.
Die erste Station war Eisleben. Seit dem Jahre 1460 stritten die Kurfürsten von Sachsen, etwa Kurfürst Ernst von Sachsen und die Mansfelder Grafen um die Berghoheit, den Abbaurechten im Mansfeldischen. Um 1511 gründete Graf Albrecht VII. von Mansfeld-Hinterort (1480–1560), einer der Söhne Grafen Ernst I. von Mansfeld-Hinterort (1475–1485/1586), die Eislebener Neustadt als Bergarbeitersiedlung, sie wurde im Auftrag des Grafen von Albrecht mit einer Kirche und einem Kloster ausgestattet. In Eisleben mietete Hans Luder ein schlichtes Fachwerkhaus etwas abseits des Marktplatzes. Dort kam am 10. November 1483 ihr Sohn Martin zur Welt.
Wie viele Kinder das Ehepaar hatte, ist nicht sicher, insgesamt waren es wohl neun Kinder, von denen die Söhne Martin und Jakob sowie drei Töchter das Erwachsenenalter erreichten.

### Umzug nach Mansfeld (1484)
Da Hans Luder in Eisleben nicht recht vorankam, zog die Familie im Frühsommer 1484 weiter nach Mansfeld, das in dieser Zeit als eine Hochburg der Kupfergewinnung galt. Die Residenzstadt der Grafen von Mansfeld blieb bis zum Lebensende Hans Luders dessen Wohnsitz. Der Grund für den Wohnortwechsel lag darin, dass Hans Luder – er war zunächst in der Kupferproduktion um Möhra und Eisleben in Thüringen tätig – die silberhaltigen Kupferschiefervorkommen im Mansfeldischen, die bessere Gewinne boten, den unrentabel gewordenen Hütten vorzog. Schon im Frühjahr 1484 pachtete Hans Luder eine Schmelzhütte mit den Schmelzöfen, die sogenannten Herrenfeuer, von dem Grafen Ernst II. von Mansfeld-Vorderort (1479–1531) und etablierte sich in kurzer Zeit im Kupferschieferbergbau. Im Jahr 1491 wurde er Mitglied des Stadtrates, ein sogenannter Vierherr. Wegen seines guten Startkapitals und einer Vernetzung, über die der Onkel verfügte, stieg Hans Luder bald als Hüttenmeister und Kaufmann sowie Ratsherr zu den Honoratioren der Stadt auf. Er betrieb in Mansfeld eine Schmelzhütte für die Verarbeitung von Erzen aus dem Harzbergbau. Sein Geschäftspartner war Hans Lüttich († 1507), der zu den wichtigsten Eisleber Hüttenmeisterfamilien gehörte und das Amt des Stadtvogts ausübte. In einem Vertrag vom August 1507 zwischen Tile Rinck, der die unmündigen Kinder des Hans Lüttich vertrat, und Hans Luder wurde vereinbart, dass die Geschäftsbeziehungen trotz des Todes Lüttichs aufrechterhalten und beide Vertragspartner am Gewinn der Schmelzhütte vor dem Rabenkupp beteiligt werden sollten. Zum Zeitpunkt des Vertragsabschlusses gehörte Hans Luder bereits zu der bürgerlichen Schicht der Hüttenmeister und war in die Mittel- bzw. Oberschicht der Stadt Mansfeld aufgestiegen.

### Hüttenbetrieb (ab 1484)
In den frühen Dezennien des 15. Jahrhunderts entwickelte sich das Seigerhüttenverfahren, mit welchem es gelang, insbesondere die häufig gemeinsam auftretenden Kupfer-Silber-Erze (siehe Kupferschiefer, Kupferbergbau), aufzutrennen. Das „Mansfelder Erz“ ist ein polymetallisches Erz, aus dem letztlich bis zu einundzwanzig Metalle gewonnen werden konnten. Das Saigerhüttenverfahren, das mit seiner Entwicklung eine Silberscheidung aus Kupfererzen ermöglichte, gehörte neben der Erzeugung von flüssigem, d. h. gießbarem, Eisen zu denjenigen metallurgischen Verfahren, die den Beginn der Neuzeit kennzeichnen und die eine lang andauernde technologische Stagnationsphase beendeten.

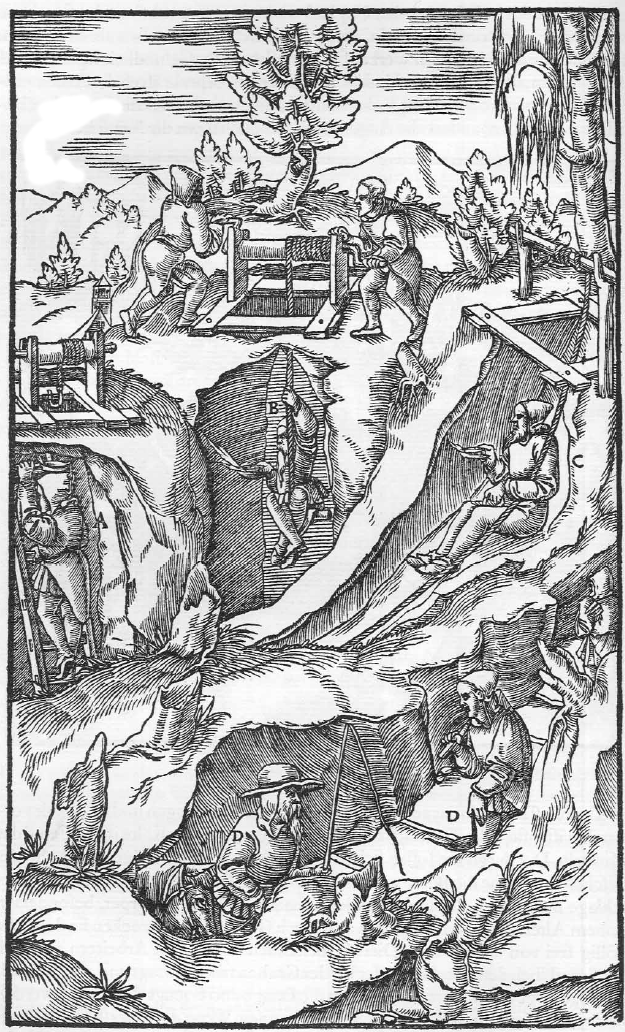
Darstellung des Bergbaus von Georgius Agricolas aus De re metallica (1556)

Diese neuartige Hüttentechnik brachte eine größere Anzahl von externen Investoren in das sich nunmehr komplexer gestaltende ökonomische Beziehungsgeflecht ein. Die Folge waren ein Aufheben der sonst zeitlich nicht eindeutig begrenzten Pachtverträge zugunsten kürzerer Laufzeiten. Hieraus entstand eine Zweiklassenordnung der Hüttenbesitzer mit einer kleinen, wohlhabenden Elite und einem tief verschuldeten Rest an Hüttenpächtern.
Heinz Lüttich, Hans Luders Geschäftspartner des Jahres 1484, entstammte einer alteingesessenen Hüttenmeisterfamilie aus Eisleben. Er hatte dort 1501 und 1504 das Amt des Stadtvogtes inne. Später besaß Hans Luder in Mansfeld sieben Rennfeuer und ließ bis zu 200 Arbeiter in seinem Betrieb arbeiten. Aus der sich komplexer entwickelnden ökonomischen Situation waren nunmehr Kenntnisse für das Lesen und Aufsetzen von rechtsgültigen Verträgen notwendiger geworden, wahrscheinlich ein bedeutender Grund dafür, seinen Sohn Martin Luther Rechtswissenschaften studieren zu lassen.
1507 schloss Hans Luder mit Tile Rinck einen Vertrag über den Betrieb eines Hüttenwerks mit drei Schmelzfeuern vor der „Rabenkupp“ westlich von Mansfeld. Über die Zeit und durch günstige wirtschaftliche Umstände konnte Hans Luther etwa 10 Prozent der damaligen Jahresproduktion an Mansfelder Kupfer erzeugen, das entsprach etwa 100 Tonnen Kupfer und 600 Kilogramm Silber mit einem Materialwert von etwa 39.000 Gulden. Allerdings waren seine Hütten und Bergwerke aufgrund einer Verschuldung schon im Jahre 1520 auf eine Seigergesellschaft übergegangen.

### Wohnhaus (um 1500)
In Mansfeld wohnte die Familie zunächst zur Untermiete in einem Haus am Stufenberg bei der Familie Dienstmann. Wenig später bezogen die Luders ein gegenüber dem Schloss gelegenes repräsentatives Wohnhaus. Es handelt sich dabei um einen Vierseithof, gegenüber dem Gasthof „Zum Goldenen Ring“ in der heutigen Lutherstraße, von dem das bislang als eigentliches Elternhaus Luthers bezeichnete Gebäude nur einen kleinen Teil ausmachte. Mit den nicht mehr vorhandenen Wirtschaftsbauten bildete das ursprüngliche Anwesen mit seiner vierseitigen Hofbebauung, die mit einem Garten und einem teilweise noch erhaltenem Stallgebäude an der östlichen Seite des Hofes ergänzt wurde, einen umfangreichen Gebäudekomplex. Sowohl Ausmaß als auch entsprechende Funktionsbereiche sprechen für einen hohen sozio-ökonomischen Status des Besitzers.
Ebenso unterstützen diese Annahme die archäologischen Funde, die auf dem Gelände des abgegangenen Zwischenstücks des Vorderhauses entdeckt wurden, und belegen die gute ökonomische Stellung der Familie Luder. Bei Ausgrabungen Schlenkers (2007) im Hof des lutherischen Elternhauses fand man in einem Treppenschacht, der einst wahrscheinlich als Müllhaufen u. a. für Essensreste diente, ca. 7000 Tierknochen, die meisten stammten von (jungen) Hausschweinen, aber auch von Geflügel, wie Gänsen, jungen Hühnern, einigen Enten und Tauben, aber auch Singvögeln, etwa anhand von gefundenen Buchfinkenschnäbeln. Fisch wurde als Fastenspeise verzehrt: Karpfen, Zander, Aale und Meeresfische wie Heringe, Dorsche und Schollen.

### Letzte Lebensjahre und Tod
Hans Luder war vor 1505 Mitglied in der Marienbruderschaft und 1510 in der St.-Georgs-Bruderschaft. Die frühen archivalischen Nachweise Hans Luders als „Vierherrn“ stehen fast alle im Zusammenhang mit Altarweihen in der Mansfelder St. Georgskirche.
Martin Luther berichtete rückblickend, wie sein Vater die Neuigkeit, der Sohn wolle Mönch werden, aufnahm: „…do wollte mein Vater auch tolle werden, war übel zufrieden und wolt mirs nicht gestatten, und ich wolts gleichwol auch mit seinem Wissen und willen thun. Do ichs ihm schriebe, antwort er mir schriefftlich widder und hies mich Du – zuvor hies er mich Ir, weil ich Magister war – und sagte mir allen gonst und Veterlichen willen gar abe.“
Der Klostereintritt des Sohnes Martin durchkreuzte seine Planungen; er spendete aber anlässlich von dessen Primiz 1507 der Klosterküche die erhebliche Summe von 20 Gulden und erschien zu diesem Anlass mit zwanzig von ihm freigehaltenen Gästen.
Das wirtschaftliche Fundament der meisten Hüttenmeister und so auch des Hans Luder beruhte auf dem Hütten- und Bergwerksbetrieb, zweitens auf Grund- und Landbesitz und drittens aus Zinseinkünften aus Geldgeschäften. Viertens hatte Hans Luder auch die Bergbeamtenfunktion eines Schauherren, was ihm ein Gehalt und Anteil an verhängten Strafgeldern einbrachte. Der erste Teil dieser Einkünfte brach allerdings für Hans Luder, wie für viele Hüttenmeister, in den 1520er Jahren weg.
Die Schuldverschreibung und damit ein genaues Datum liegt nicht vor, aber Hans Luder war seit dieser Zeit gezwungen, seine Berg- und Hüttenwerke als Pfand zu verschreiben. Er arbeitete nur noch als Angestellter für einen Lohn von 50 Gulden im Jahr bei den Investoren der Seigergesellschaft von Schwarza, gegründet am 4. Juli 1472 von Graf Friedrich von Henneberg-Aschach. Das war ein Rückschlag, änderte aber, da die anderen Einkünfte fortbestanden, nichts daran, dass Hans Luder relativ wohlhabend war. Die Hüttenmeisterei Luder nahm den Betrieb von Hütten im Goslarer Raum auf, als die Mansfelder Grafen in ihrem Herrschaftsbereich die Hütten an sich zogen und die früheren Hüttenbesitzer somit auch die Familie Luder weitgehend verdrängten.
Als Martin Luther im Sommer 1525 heiratete, waren auch seine Eltern anwesend. 1527 malte Lucas Cranach der Ältere zwei Porträts von Hans und Margarethe Luder. Ihr jüngerer Sohn Jacob Luther übernahm den elterlichen Betrieb. Bei seinem Tod 1530 hinterließ Hans Luder Güter im Wert von 1250 Gulden, nämlich zwei Häuser bzw. ein Doppelhaus in Mansfeld sowie Landbesitz. (Zum Vergleich: das war mehr als das zehnfache Jahresgehalt eines normalen Wittenberger Professors.) Klugerweise hatte er seine Bergwerks- und Hüttenanteile, also sein Betriebskapital, von seinem Privatbesitz getrennt, so dass die Seigerhandelsgesellschaft auf letzteren keinen Zugriff hatte. Es scheint aber, dass die Hütten und Bergwerksanteile zur Schuldentilgung an die Schwarzer Seigerhandelsgesellschaft fielen, jedenfalls betrieb Sohn Jacob nur die eigenen Hütten und Bergwerke und nicht die seines Vaters. Er war vom Jahre 1533 bis 1560 Ratsherr und mehrfach Schultheiß in Thal Mansfeld (Mansfelder Grafschaft).
Martin Luther erhielt am 29. Mai 1530 auf der Veste Coburg die Nachricht vom Tod seines Vaters.